# ケルビン・デラクルーズ
ケルビン・アントニオ・デラクルーズ（Kelvin Antonio de la Cruz, 1988年8月1日 - ）は、ドミニカ共和国ラ・ベガ州コンセプシオン・デ・ラ・ベガ出身のプロ野球選手（投手）。左投左打。

## 経歴
2004年12月8日にクリーブランド・インディアンスと契約。
2006年、ルーキー級ガルフ・コーストリーグ・インディアンスでプロデビュー。9試合に登板し、1勝2敗、防御率10.98だった。
2007年はルーキー級ガルフ・コーストリーグで3試合に登板。7月にA-級マホニングバレー・スクラッパーズへ昇格。12試合に登板し、2勝4敗、防御率3.98だった。
2008年はA級レイクカウンティ・キャプテンズ、AA級アクロン・エアロズ、A+級キンストン・インディアンスでプレー。A級レイクカウンティでは18試合に登板し、8勝4敗、防御率1.69だった。
2009年はA+級キンストンで6試合に登板し、2勝2敗、防御率1.50だった。夏期にはルーキー級アリゾナリーグ・インディアンスでプレー。3試合に登板し、0勝2敗、防御率9.39だった。11月20日に40人枠入りを果たした。
2010年3月15日にAA級アクロンへ異動。20試合に登板し、5勝6敗、防御率5.77だった。
2011年3月7日にインディアンスと1年契約に合意。3月11日にAA級アクロンへ異動した。23試合に登板し、5勝6敗2セーブ、防御率4.19だった。
2012年2月14日に、ケイシー・コッチマンを40人枠に入れるため、DFAとなった。21日に、テキサス・レンジャースに金銭トレードで移籍したが、3月15日に金銭トレードでインディアンスに復帰した。21日にリック・バンデンハークの加入に伴いDFAとなった。23日に、デトロイト・タイガースへウェーバーで移籍した。結局、この年はAAのエリー・シーウルブズで30試合に登板した。11月21日に、ロサンゼルス・ドジャースとマイナー契約を結んだ。
2013年はAA級チャタヌーガ・ルックアウツで開幕を迎え、4月にAAA級アルバカーキ・アイソトープスへ昇格した。AAA級では47試合に登板し、3勝1敗7セーブ、防御率2.89だった。11月5日にFAとなり、11月18日にボルチモア・オリオールズと1年契約を結んだ。
2014年3月22日にDFAとなり、3月25日にAAA級ノーフォーク・タイズへ降格した。オフにFAとなる。
2015年はリーガ・メヒカーナ・デ・ベイスボルのキンタナロー・タイガースと契約するが、6月2日に解雇となる。11日にラグナ・カウボーイズと契約するが、1試合の登板で18日に解雇となる。
2016年4月8日に独立リーグ・アトランティックリーグのヨーク・レボリューションと契約。6月16日にトレードで独立リーグ・アトランティックリーグのランカスター・バーンストーマーズに移籍。